# Brice Guyart
Brice Guyart (* 15. března 1981 Suresnes, Francie) je bývalý francouzský sportovní šermíř, který se specializoval na šerm fleretem.
Francii reprezentoval v prvním a druhém desetiletí jednadvacátého století. Na olympijských hrách startoval v roce 2000, 2004 a 2008 v soutěži jednotlivců a družstev. V soutěži jednotlivců získal na olympijských hrách 2004 zlatou olympijských medaili. V roce 2001 a 2003 obsadil třetí místo na mistrovství světa v soutěži jednotlivců. S francouzským družstvem fleretistů vybojoval na olympijských hrách 2000 zlatou olympijskou medaili. V roce 2001, 2002 a 2007 vybojoval s družstvem titul mistrů světa a v roce 2006 titul mistrů Evropy.